# Spartaeus thailandicus
Spartaeus thailandicus är en spindelart som beskrevs av Fred R. Wanless 1984. Spartaeus thailandicus ingår i släktet Spartaeus och familjen hoppspindlar. Inga underarter finns listade i Catalogue of Life.